# AC Ponte San Pietro
AC Ponte San Pietro (wł. Associazione Calcio Ponte San Pietro) – włoski klub piłkarski, mający siedzibę w mieście Ponte San Pietro, w północnej części kraju, grający od sezonu 2009/10 w rozgrywkach Serie D.

## Historia
Chronologia nazw:
- 1910: Società Sportiva Vita Nova
- 1924: Gruppo Sportivo Fascista di Ponte San Pietro
- 1925: Società Sportiva Vita Nova
- 1926: Società Sportiva Pro Ponte
- 1945: Società Sportiva Vita Nova
- 1950: Unione Sportiva Ponte San Pietro
- 2007: Associazione Calcistica Ponte San Pietro-Isola – po fuzji z FC Isola
- 2019: Associazione Calcistica Ponte San Pietro

Klub sportowy SS Vita Nova został założony w miejscowości Ponte San Pietro w 1910 roku z inicjatywy kilku studentów i grupy młodych szwajcarskich pracowników zatrudnionych przez firmę Legler w Ponte San Pietro, która opuściła Szwajcarię i niedawno przeniosła się do Włoch. Początkowo zespół rozgrywał mecze towarzyskie. Dopiero po zakończeniu I wojny światowej klub w 1920 roku brał udział w lokalnych mistrzostwach Bergamo. Potem zespół z przerwami uczestniczył w regionalnych mistrzostwach, organizowanych przez ULIC. W 1924 klub został zastąpiony przez GSF di Ponte San Pietro, ale w 1925 wrócił do występów w Prima Categoria ULIC. W 1926 zmienił nazwę na SS Pro Ponte. Dopiero w 1931 klub dołączył do FIGC i w sezonie 1931/32 debiutował w rozgrywkach Terza Divisione Lombarda (D5). Od 1933 do 1936 znów brał udział w regionalnych mistrzostwach ULIC. W sezonie 1936/37 startował w Seconda Divisione Lombarda (D5), awansując do Prima Divisione Lombarda. W 1939 klub zdobył promocję do Serie C, a w 1941 został zdegradowany do Prima Divisione Lombarda, w której występował do 1943 roku, aż do rozpoczęcia działań wojennych na terenie Włoch w czasie II wojny światowej, wskutek czego mistrzostwa 1943/44 zostały odwołane.
Po zakończeniu II wojny światowej, klub wznowił działalność w 1945 roku i z pierwotną nazwą SS Vita Nova został zakwalifikowany do Serie C Alta Italia. W 1947 klub awansował do Serie B. W 1948 roku w wyniku reorganizacji systemu lig został zdegradowany do Serie C. W 1950 klub zmienił nazwę na US Ponte San Pietro. W 1952 po kolejnej reorganizacji systemu lig klub spadł do IV Serie. W 1955 został na dwa lata zdegradowany do Promozione Lombardia (D5). W 1959 czwarta liga została przemianowana na Serie D. W 1960 zespół spadł do Prima Categoria Lombarda, która w 1967 zmieniła nazwę Promozione Lombarda. W 1968 roku wrócił na rok do Serie D. W 1975 zespół znów spadł na rok do Prima Categoria Lombarda. Przed rozpoczęciem sezonu 1978/79 Serie C została podzielona na dwie dywizje: Serie C1 i Serie C2, wskutek czego Promozione została obniżona do szóstego poziomu. W 1983 roku klub otrzymał promocję do Campionato Interregionale (D5). W 1985 został zdegradowany do Promozione Lombarda, a w 1986 do Prima Categoria Lombarda. W 1991 awansował do Promozione Lombarda, w 1993 do Eccellenza Lombarda, a w 1995 do Campionato Nazionale Dilettanti. W 1999 spadł z powrotem do Eccellenza Lombarda. W 2007 roku odbyła się fuzja z FC Isola, po czym nazwa klubu została zmieniona na AC Ponte San Pietro-Isola. W 2009 klub został promowany do Serie D. Przed rozpoczęciem sezonu 2014/15 wprowadzono reformę systemy lig, wskutek czego Serie D awansowała na czwarty poziom. W sezonie 2015/16 zajął 4. miejsce w grupie B Serie D, ale przegrał w półfinale play-off z Lecco i nie awansował do Serie C. W 2019 zmienił nazwę na AC Ponte San Pietro.

## Barwy klubowe, strój
|  |

Klub ma barwy niebieskie. Zawodnicy domowe spotkania zazwyczaj grają w niebieskich koszulkach, niebieskich spodenkach oraz niebieskich getrach.

## Sukcesy

### Trofea międzynarodowe
Nie uczestniczył w rozgrywkach europejskich (stan na 31-05-2020).

### Trofea krajowe
| \| \| Zdobyte trofea w rozgrywkach Włoch (stan na: 31-08-2020) \| |                                                          |      |             |
| Rozgrywki                                                         | Osiągnięcie                                              | Razy | Sezon(y)    |
| · Mistrzostwo                                                     | I miejsce                                                | 0    |             |
| · Mistrzostwo                                                     | II miejsce                                               | 0    |             |
| · Mistrzostwo                                                     | III miejsce                                              | 0    |             |
| · Puchar                                                          | zdobywca                                                 | 0    |             |
| · Puchar                                                          | finalista                                                | 0    |             |
| · Puchar                                                          | 1/64 finału                                              | 1    | 2013/14     |
| II liga                                                           | I miejsce                                                | 0    |             |
| II liga                                                           | II miejsce                                               | 0    |             |
| II liga                                                           | III miejsce                                              | 0    |             |
| II liga                                                           | 15.miejsce                                               | 1    | 1947/48 (A) |
| Włochy                                                            | Zdobyte trofea w rozgrywkach Włoch (stan na: 31-08-2020) |      |             |

- Serie C (D3):
  - mistrz (2x): 1946/47 (F), 1946/47 (finale B)

## Piłkarze, trenerzy, prezydenci i właściciele klubu

### Prezydenci
...
- 1910–191?:  Matteo Legler

...
- od 201?:  Marziale Bonasio

## Struktura klubu

### Stadion
Klub piłkarski rozgrywa swoje mecze domowe na Stadio Matteo Legler w mieście Ponte San Pietro o pojemności 2 tys. widzów.

### Derby
- Atalanta BC
- Calcio Lecco 1912